# جيمس ستريت (روائي)
جيمس ستريت (بالإنجليزية: James Street)‏ (15 أكتوبر 1903، لومبيرتون في الولايات المتحدة - 28 سبتمبر 1954، تشابل هيل في الولايات المتحدة)؛ صحفي وروائي أمريكي.

## روابط خارجية
- جيمس ستريت على موقع قاعدة بيانات برودواي على الإنترنت (الإنجليزية)